# Elmer D. Wallace
Elmer Dwight Wallace (* 5. Juli 1844 im Macomb County, Michigan; † 20. Mai 1928 in Minneapolis, Minnesota) war ein US-amerikanischer Politiker. Zwischen 1893 und 1895 war er Vizegouverneur des Bundesstaates North Dakota.

## Werdegang
Elmer Wallace besuchte die öffentlichen Schulen einschließlich der High School in Detroit, wohin seine Eltern zwischenzeitlich gezogen waren. Dann machte er eine Lehre im Apothekerhandwerk. Zwischen 1862 und 1864 diente er während des Bürgerkrieges in einem Feldlazarett. Dabei stieg er bis zum Oberleutnant auf. Nach dem Krieg arbeitete er in der Apothekerbranche und dann als allgemeiner Geschäftsmann. 1881 zog er in das Dakota-Territorium, wo er auf dem Gebiet des heutigen North Dakota Land erwarb und eine Farm aufbaute, die er dann bewirtschaftete. Politisch war er parteiunabhängig,  nahm aber trotzdem aktiv an der Gestaltung der Zukunft North Dakotas teil. Im Jahr 1889 war er Delegierter auf der verfassungsgebenden Versammlung des neuen Staates.
1892 wurde Wallace an der Seite von Eli Shortridge zum Vizegouverneur von North Dakota gewählt. Dieses Amt bekleidete er zwischen 1893 und 1895. Dabei war er Stellvertreter des Gouverneurs und Vorsitzender des Staatssenats. Er setzte sich für die Prohibition in seinem Staat ein. Im Jahr 1894 verzichtete er auf eine weitere Kandidatur als Vizegouverneur. Nach dem Ende seiner Amtszeit setzte Elmer Wallace seine Tätigkeit als Farmer fort. 1902 zog er nach Minneapolis in Minnesota, wo er am 20. Mai 1928 verstarb. Er war seit 1871 mit Annie L. Briggs aus Michigan verheiratet, mit der er zwei Töchter hatte. Seine Frau starb im Jahr 1927.